# 辛弘基
辛弘基（シン・ホンギ、신홍기、1968年5月4日 - ）は韓国、京畿道金浦市出身の元サッカー選手。

## 経歴
クラブでは蔚山現代、水原三星でプレーした。
1993年にACミランが主催したクリスマスゲームに世界選抜のメンバーとして出場(この時アジアからは三浦知良も出場した。)。
1994年のW杯アメリカ大会では、グループリーグの3試合にフル出場、ドイツ戦で1アシストを記録した。1999年3月28日のブラジル戦まで、韓国代表として48試合に出場した。

## 個人タイトル
- Kリーグベストイレブン : 1992, 1999

## 脚註
1. ↑  “신홍기”. KLEAGUE PORTAL. 2024年2月17日閲覧。
2. ↑  “Stelle (del calcio) di Natale”. SDC. 2024年2月17日閲覧。
3. ↑  “Hong-gi Shin Nationalteam”. Transfermarkt. 2024年2月17日閲覧。